# Abraham Scultetus
Abraham Scultetus (Grünberg, Silésia, 24 de agosto de 1566 — Emden, 24 de Outubro de 1624) foi um teólogo e professor de teologia. Estudou teologia na Universidade de Wittenberg, deu aulas sobre o Novo Testamento na Universidade de Heidelberg e foi pregador na corte do eleitor palatino Frederico V.

## Publicações

### Em língua alemã
- Evangelische Jubel-Jahrs-Predigt, Heidelberg, 1617 (on-line)
- Newe Jahrs Predigt, Heidelberg 1617 (on-line)
- Der Zwantzigst Psalm, Heidelberg 1619 (on-line)
- Kurtzer, aber schriftmässiger Bericht von den GötzenBildern, Heidelberg, 1620 (on-line)

### Em língua latina
- Aphorismi theologici contra aliquot haereses (edição de Heidelberg, 1590)
- De sensu et sensibilibus assertiones physicae cum discussione problematum quorundam opticorum et astronomicorum (edição de Heidelberg, 1591)
- Medulla theologiae patrum: qui a temporibus apostolorum ad Consilium usque Nicenum floruerunt (edição de Amberg, 1598)
- Sphaericorum libri tres (edição de Heidelberg, 1595)
- Confutatio disputationis Baronii de baptismo Constantini, 1607
- Annales Evangelii per Europara 15 Seculi renovati, Decad. 1 et 2, Heidelberg, 1618-1620
- Axiomata concionancii, 1619